# 小池信三
小池 信三（こいけ しんぞう、1968年5月13日 - ）は、日本の実業家。三栄建築設計（現メルディア）創業者・元代表取締役社長。一般財団法人メルディア設立者・代表理事。

## 人物・来歴
福島県会津美里町出身。1987年福島県立若松商業高等学校卒業。1990年武蔵野リハウス入社。1993年三栄コーポレーション（現メルディア）設立、代表取締役社長就任。
「同じ家はつくらない」を理念に、公共の芸術性と個人の生活空間をプロデュースするという企業理念に基づき、1棟ずつデザイン・設計した住宅販売を進めて業容を拡大。
1998年10月一級建築士事務所許可取得
1999年7月建設業許可取得
2004年4月千葉県市川市に市川支店を開設。
2005年4月埼玉県さいたま市に浦和支店を開設。
2006年に名古屋証券取引所セントレックスに上場。
2007年3月神奈川県横浜市に横浜支店開設。
2009年3月住宅営業課(現:住宅営業部)を新設。
2009年11月東京都足立区に足立営業所(現:足立支店)を開設。
2011年5月神奈川県川崎市に溝の口営業所(現:溝の口支店)を開設。
2011年8月東京証券取引所市場第二部に上場。
2011年10月愛知県名古屋市に名古屋支店を開設。
2012年1月Jリーグ「横浜F・マリノス」とのスポンサー契約締結。2016年(平成28年)1月まで継続。
2012年に東京証券取引所市場第一部上場を果たした。
2012年10月100％子会社の三建アーキテクト[現：MAI]（連結子会社）設立。
2013年5月シード平和（現：メルディアDC）の株式の一部を取得、連結子会社とする。
2014年シード平和（現メルディアDC）代表取締役社長。
2014年11月アメリカ合衆国カリフォルニア州にロサンゼルス営業所を開設。
2016年湘南ベルマーレ取締役。
2017年5月障がいのある方を支援する活動と、スポーツ（サッカー等）を行う児童、青少年を支援する活動を通じて、広く人々と社会に貢献する目的とする一般財団法人メルディアを設立する。湘南ベルマーレ・田中聡選手は、当財団からの支援を受けていた。
2018年湘南ベルマーレ名誉会長。
2021年発起人として日本木造分譲住宅協会を設立し、理事長に就任。
2022年9月、三栄建築設計発注の解体工事の代金の一部が暴力団に流れたとして、会社法違反（特別背任）容疑で同社が警視庁の家宅捜索を受けた。 小池は捜索後の同年11月に「一身上の都合」で辞任した。
2023年6月20日、三栄建築設計は東京都公安委員会から元社長による暴力団員への金銭供与を指摘され、都暴力団排除条例に基づく勧告を受けた。同社のリリースなどによると、勧告の原因となる事実は2021年3月25日、小池が同社の事業に関して指定暴力団住吉会系の暴力団組員に額面約190万円の小切手を交付し、利益を供与したというもの。
同月21日、会社法違反（特別背任）容疑で警視庁に書類送検された。2023年10月16日、東京地検は小池を不起訴処分とした。
2023年10月、障害者家族を支える活動として、東京都新宿区にカウンセリングルームメルディアウェルネスを開設した。
2024年7月、「一般財団法人メルディア小池信三代表理事 – 寄り添ったトータルサポート目指して8年」の中で一般財団法人メルディアとして行ってきた障害者支援についてインタビューに応じている。

## 著書
- 『家づくり大革命』幻冬舎メディアコンサルティング 2019年

家づくりの美学　小池信三の経営理念を惜しみなく本にしている経営書